# Travis Passier
Travis Passier (ur. 26 kwietnia 1989) – australijski siatkarz, gra na pozycji środkowego. Bronił barw Marienlystu. Od sezonu 2011/12 zawodnik M. Roma Volley.